# Rùa mai mềm khổng lồ Châu Á
Rùa mai mềm khổng lồ Châu Á, hay còn gọi là Rùa mai mềm khổng lồ Cantor, có tên khoa học Pelochelys cantorii. Chúng là một loài rùa rất hiếm trong họ Trionychidae. Loài này được Gray mô tả khoa học đầu tiên năm 1864, có nguồn gốc từ Pakistan và Ấn Độ. Chúng không phải là loài rùa biển và ưa sống trên đất liền, gần các con suối và vùng ngập nước. Chúng là một trong những loài động vật kỳ lạ nhất trên hành tinh, với cơ thể khổng lồ, cái mai mềm và phần đầu kỳ dị. Một con trưởng thành có thể có phần mai dài tới 180 cm.

## Hình ảnh

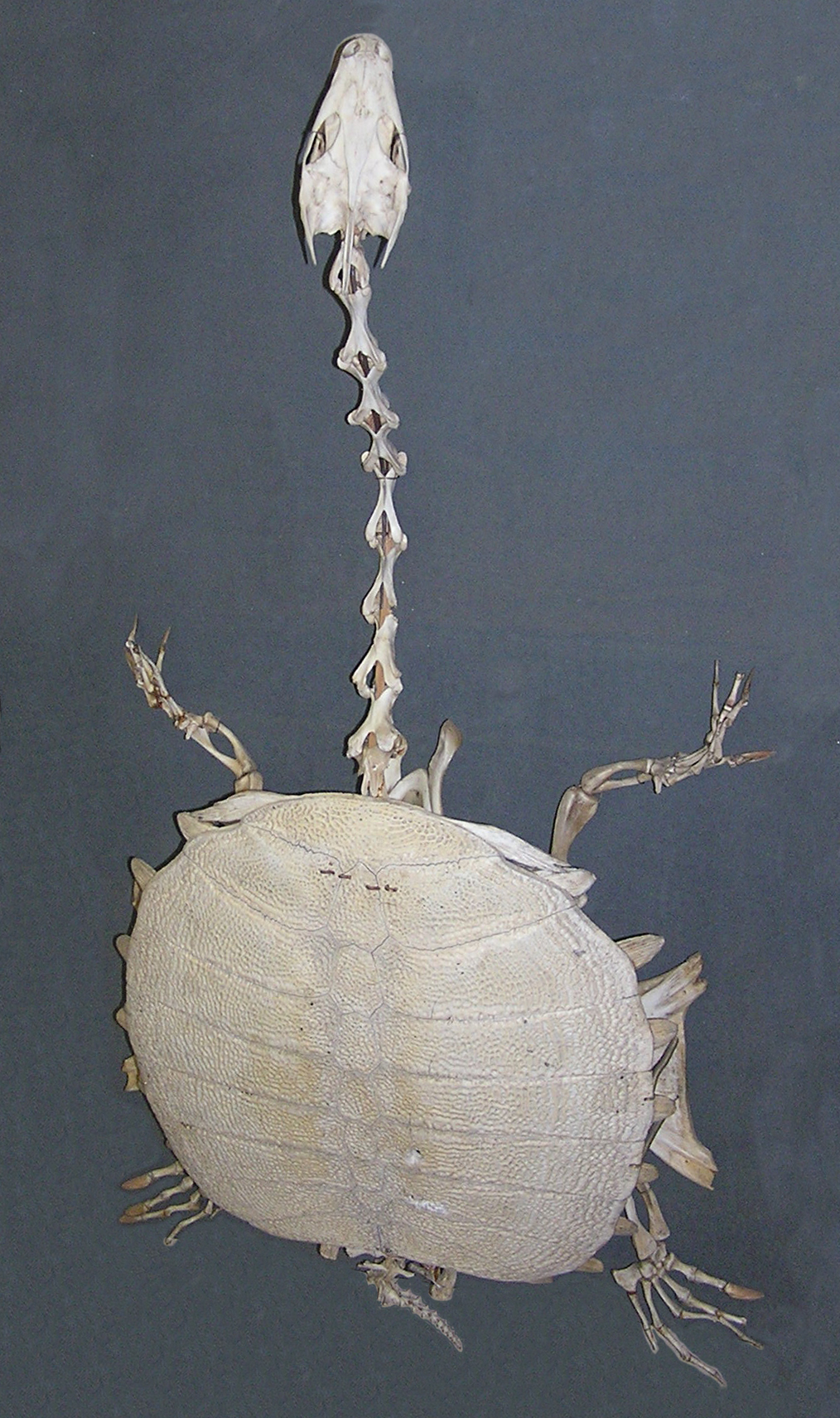